# Amadeus Lyceum
Het Amadeus Lyceum is een middelbare school in nieuwbouwwijk Vleuterweide in Vleuten (gemeente Utrecht). Men kan er het vmbo, de havo of het vwo volgen. Het Amadeus Lyceum is de opvolger van het Dr F.H. de Bruijne Lyceum, dat in 2006 failliet werd verklaard.

## Cultuurprofielschool
Op het Amadeus Lyceum speelt kunst en cultuur een grote rol. Het is hier onder andere mogelijk om de drie kunstvakken (beeldend, drama en muziek) als examenvak te kiezen, daarnaast krijgen zij dan het theoretische vak 'kunst algemeen' (kua) en krijgen muziekleerlingen ook muziektheorietoetsen.
Op de cultuurcampus werkt het Amadeus Lyceum samen met Cultuur 19, waarmee het zijn voorzieningen deelt.
Het Amadeus Lyceum treedt met haar kunstenonderwijs ook naar buiten, zo zijn muziekleerlingen in de (voor)examenjaren verplicht mee te doen met de Grote Prijs van Leidsche Rijn en het Nationaal BlaasEnsemble en doen dramaleerlingen vaak mee aan het Zingende Beelden en de Sint Maarten-optocht in november.

## Indeling onderwijs en werkwijze

#### Oude onderwijsmethode (2006-2022)
Vanaf de oprichting van het Amadeus Lyceum werd op een andere manier gewerkt in vergelijking met andere scholen. Waar op normale scholen lessen gevolgd worden, en het huiswerk thuis gedaan wordt, werd er op het Amadeus Lyceum gewerkt met zogenoemde keuzewerktijdblokken. In deze kwt-blokken, van 45 minuten, kregen leerlingen de tijd om onder eventuele begeleiding van docenten hun 'huiswerk' te maken. Dit zorgde ervoor dat, mits er goed gepland werd, er veel minder werk thuis gedaan hoeft te worden. In de eerste fase (leerjaar 1 tot 3) werkten de leerlingen tijdens deze blokken in groepen aan de opdrachten, waardoor ze van elkaar leerden. Ook in de tweede fase werd dit samenwerken aangeraden, maar werd dit meer aan de leerlingen zelf overgelaten.

#### Nieuwe onderwijsmethode (2022-heden)
In schooljaar 2022-2023 werd de daarvoor gehanteerde onderwijsmethode bijna helemaal losgelaten. Lesdagen duren sinds dat schooljaar standaard van 9.00 uur tot 13.30 uur (voor de tweede fase/bovenbouw) of 14.00 uur (voor de eerste fase/onderbouw). Hierbij is er een mogelijkheid voor mentoren om een mentorblok of persoonlijke mentorgesprekken in te plannen van 8.30 uur tot 9.00 uur. Daarnaast is er nog de mogelijkheid voor leerlingen om een facultatief - maar niet vrijblijvend - 'Amadeusblok' in te plannen, waar docenten extra uitleg of verdieping kunnen geven, toetsen kunnen nabespreken of vragen kunnen beantwoorden. De lestijden zijn ook veranderd: waar lessen eerst 45 minuten duurden, duren ze nu 60 minuten. 
Verder staat flexibiliteit in de nieuwe onderwijsmethode van het Amadeus centraal: leerlingen plannen zélf hun lessen in -  naast een aantal vaste blokken, die vooral uitlegmomenten beslaan - en bovenbouwleerlingen hebben geen vast kluisje, maar reserveren deze online voor een bepaalde tijd. 
Sinds schooljaar 2022-2023 krijgen tweede- en derdeklassers het nieuwe vak Samenwerken & Verbinden, dat onderwerpen als (online) burgerschap en pesten behandelt. Ook zijn de kwt-blokken verdwenen, deze zijn vervangen door de inplanmogelijkheden 'samenwerken' en 'stilteblok'.

#### Domeinonderwijs
De klassieke leslokalen bestaan op het Amadeus Lyceum, zowel in de oude als de nieuwe onderwijsmethode, niet. Op de school wordt gewerkt in domeinen, grote ruimtes die verdeeld zijn in een 'linker-' en een 'rechterkant', aangegeven door de kleuren van de stoelen: geel voor links en groen voor rechts. In deze domeinen is er ruimte voor twee klassen tegelijk. Daarnaast grenst aan ieder domein een serre, een instructielokaal, volledig van glas, waar ruimte is voor één klas en waar een beamer en geluidsinstallatie aanwezig zijn.
Twee bijzondere domeinen zijn domein 19 en domein 20. Domein 19 is een lange gang waar aan de linkerhand eerst het domein te vinden is en daarna, als je doorloopt, serres 19A, 19B, 19C en 19D, aan de rechterkant zijn de kluisjes geplaatst en is er een mogelijkheid om de mediatheek te bereiken. Domein 20 is een experimenteel domein die verdeeld is in gekleurde domeinonderdelen. Hier worden de domeinonderdelen niet met de 'l' (van links), de 'r' (van rechts) of de 's' (van serre) aangegeven, maar met de eerste letter van de kleur van het meubilair, bijvoorbeeld 20o (oranje) of 20b (blauw).
Met de nieuwe onderwijsmethode van het Amadeus werd de strikte 2-1-verdeling van domeinen, waarbij er twee klassen in het 'echte' domein zitten en één klas in de serre zit, losgelaten. De domeinen 5, 11 en 17 werden verbouwd om drie aan elkaar grenzende serres en een kleine ruimte voor de kluisjes te creëren. 

## Locaties
Ondanks dat de school pas een korte tijd bestaat zijn leerlingen al op drie locaties gehuisvest. De eerste was een noodgebouw, de tweede is een gebouw dat als permanente huisvesting zou moeten dienen en de derde was een tijdelijke oplossing voor een leerlingoverschot.

#### Het oude gebouw
Dit was een noodgebouw aan de rand van De Meern. Het was de bedoeling om hier maar een heel korte tijd te verblijven, maar door achterstand met de bouw van het nieuwe gebouw is de school er toch nog een aantal jaren gebleven.
Dit gebouw bood maar beperkte voorzieningen en had bijvoorbeeld in tegenstelling tot de nieuwe school:
- geen eigen gymzaal, er moest gegymd worden in een gymzaal in Vleuten;
- een klein muzieklokaal; en
- een beperkt aantal domeinen.

#### Het nieuwe gebouw - Burchtpoort
Men is begin 2009 geëindigd met de bouw van een nieuw gebouw voor de school. Het gebouw biedt grotere domeinen en lokalen. 
In het gebouw zijn onder andere de volgende voorzieningen aanwezig:
- een gymzaal;
- twee kunstateliers;
- een theater;
- een aantal popstudio's; en
- een groot aantal domeinen.

In 2021 werden er reorganisaties in het gebouw doorgevoerd, waardoor het Amadeus Lyceum twee gloednieuwe domeinen kon gebruiken: domein 19 en domein 20.

#### Externe huisvesting - Oesterzwam
In het schooljaar 2019-2020 werd vwo 3 gevestigd op het VOLT! College. Dit ging echter niet zonder problemen. Er waren namelijk protesten van de leerlingen die er heen zouden gaan. Deze locatie is tot en met schooljaar 2021-2022 gebruikt als externe voorziening, sinds september 2022 volgen alle leerlingen van het Amadeus Lyceum onderwijs op dezelfde locatie: locatie Burchtpoort.